# سطمبالي
السْطَمْبالي هو نوع موسيقي وطقوس استحواذ روحي موسيقي علاجي، نشأت في مناطق معينة من تونس، من قبل العبيد من أفريقيا جنوب الصحراء الكبرى.
وهو يجمع بين الموسيقى والرقصات والأغاني التي يدخل فيها بعض المشاركون في حالة من الغشية ويجسدون كيانات خارقة للطبيعة. يشير المصطلح بشكل عام إلى سلسلة الممارسات، والتي تشكل السطمبالي المرحلة الأخيرة منها، بهدف العلاج أو درء العين الشريرة، يجمع بين عناصر من أصل إفريقي ومغاربي.
يصف الصادق رزقي هذه الطقوس بأنها «نوع من الحفلات التي يشارك فيها التونسيون من ذوي البَشَرَة السوداء، حيث تمتزج الرقصات والأصوات الموسيقية بوتيرة محمومة». تربط بعض الفرضيات بينه وبين الفودو الهايتي أو الكاندومبليه البرازيلي.
وتعرف ظاهرة مماثلة في المغرب (الكناوة)، والجزائر (الديوان أو الكناوي الجزائري)، وليبيا (الماكيلي)، ومصر، وأماكن أخرى في الشرق الأوسط (الزار).

## الأصول

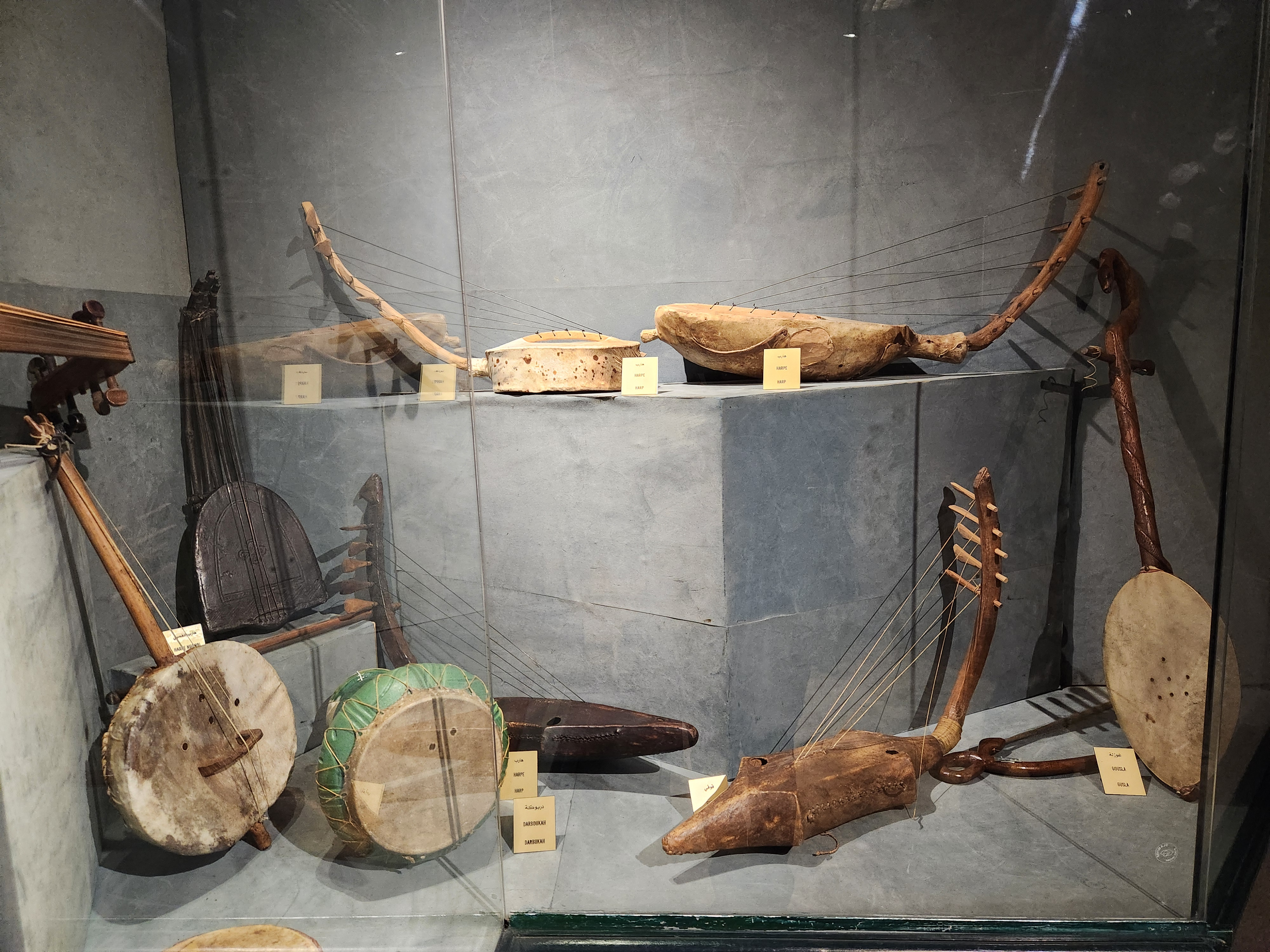
صورة لآلات موسيقية منها، في أقصى اليسار: آلة النقمبي

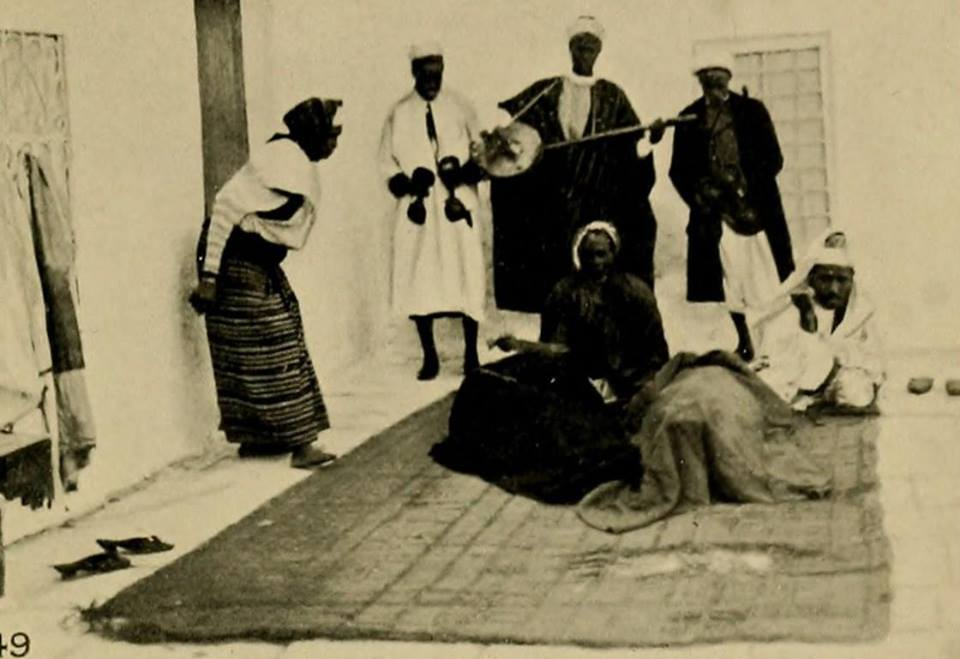
صورة قديمة تظهر احتفال سطمبالي.

على الرغم من أن معنى وأصل كلمة سطمبالي غير واضحين، فقد ثبت أن هذه الطقوس نشأت بين السكان من جنوب الصحراء الكبرى في أفريقيا الذين تم نقلهم إلى تونس كجزء من العبودية. استنادًا إلى عبادة بوري التي يمارسها الهاوسا. فإنها تحتفظ بممارسة حيازة الطقوس والتنجيم الروحي المرتبط بها. وفي نهج توفيقي للتكامل في المجتمع التونسي، استوعب المعتقدات والممارسات الإسلامية مثل تقديس الأولياء الصالحين الشعبية التي تمارس في جميع أنحاء المغرب الكبير، مما أدى إلى إنشاء مجمع مكون من الأرواح الأفريقية والأولياء المسلمين.
وُلد السطمبالي -وفقاً للإطار الذي وضعه الحزقي، الباحث المتخصص في موسيقى مجتمعات أفريقيا جنوب الصحراء- كشكل من أشكال التطهير الروحي من صوت قيود العبودية التي رافقت الهجرة القسرية للأفارقة السود والأحباش من جنوب شرق أفريقيا ومنطقة بحيرة تشاد إلى أسواق النخاسة. وكان هؤلاء يقرعون أغلالهم الحديدية بإيقاع منتظم، مصاحبين ذلك بهمهمات مليئة بالألم والتحدي.

« المكوّن التاريخي لتوطين هذه الموسيقى في تونس لا يعود فقط إلى جذور استعبادية، بل استقر جزءٌ منها نتيجة التجارة وأغراضها بين القوافل العابرة لصحارى إفريقيا وبلدان المغرب، والتي ازدهرت في تونس خاصة بعد إلغاء الرق رسمياً سنة 1846. هيكل الحزقي. »

أتباع السطمبالي، الذين يطلق عليهم أحيانًا اسم «البلاليين»، نسبة إلى سيدي بلال، العبد الأسود الذي حرره أبو بكر الصديق، والمؤذن الأول في الإسلام، مؤسس طريقتهم، وهي أسطورة تهدف إلى إضفاء الشرعية على وجودهم داخل مجتمع يهيمن عليه الإسلام.

## الطريقة

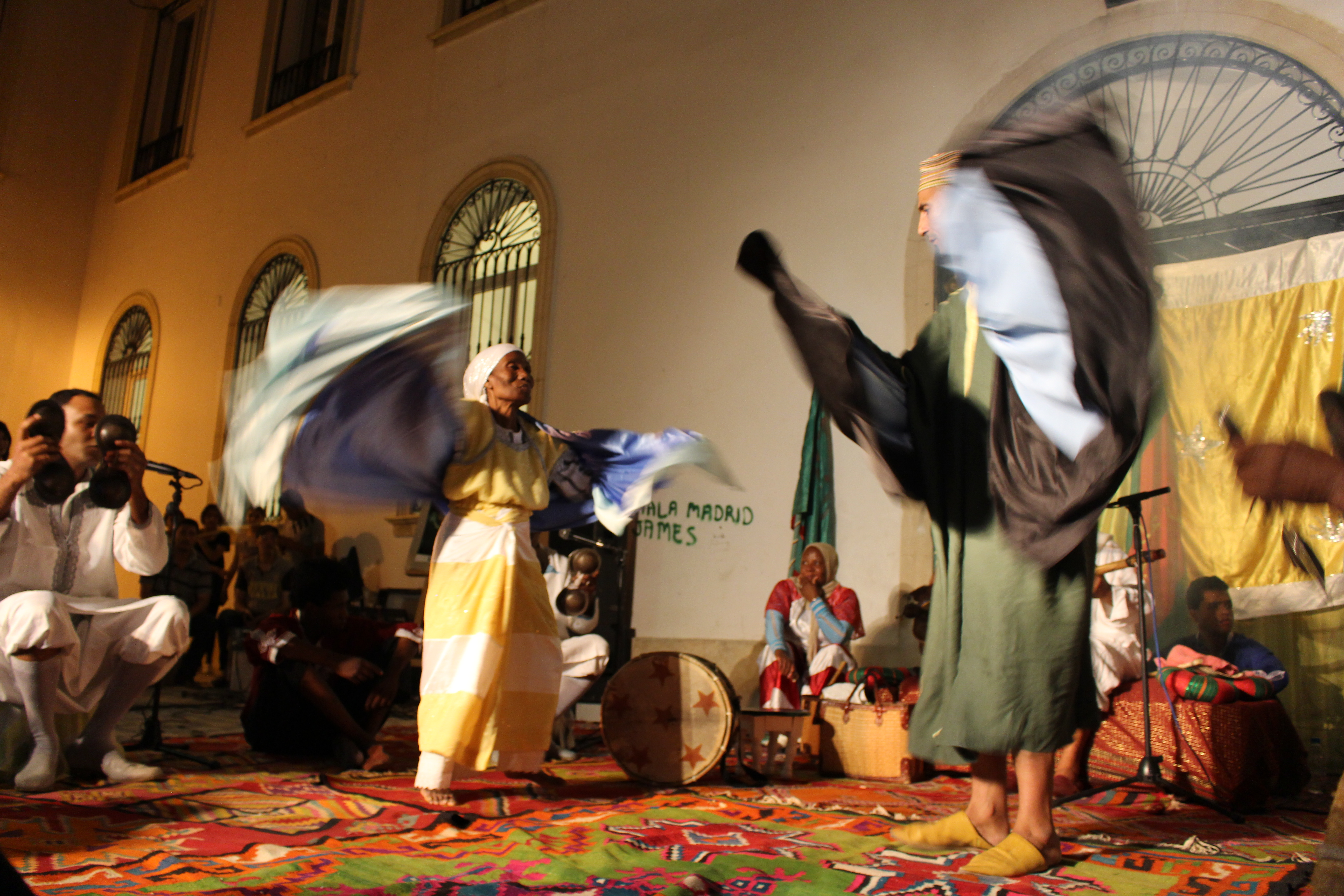
مثال على احتفال شعبي.

في الدورة الأولى من السطمبالي، يتم التعرف على المريدين المستقبليين خلال الطقوس العامة التي تسمى تسميح. ويتم البدء بها خلال الدورة الثانية، من خلال طقوس خاصة ذات طبيعة علاجية: يتم استشارة العريفة (الرائية والكاهنة) للكشف عن الأصل الخارق للطبيعة للمرض الذي يصيب المريض.
الدورة الأخيرة، وهي دورة السطمبالي نفسها، تسمح للمريدين بالاحتفال بطقوسهم في زوايا أوليائهم. يتم قيادة الحفل (الليلة) من قبل الموسيقيين المعالجين بما في ذلك "عارف" واحد أو أكثر، و"معلّم" (سيد الاحتفالات) يعزف على الكمبري - في لحظات معينة الطبل - والعديد من عازفي الشقاشق أو القراقب., إن الترقية إلى مرتبة المعلم، والتي لا تتم إلا بالخلافة، تتضمن التدريب الموسيقي، وإتقان العزف على الكمبري، وطقوس التضحية. العارف، الذي رتبته هي الأعلى بين المبتدئين وتعادل مرتبة المعلّم، يعتبر هو الذي لديه القدرة على التواصل مع الأرواح.

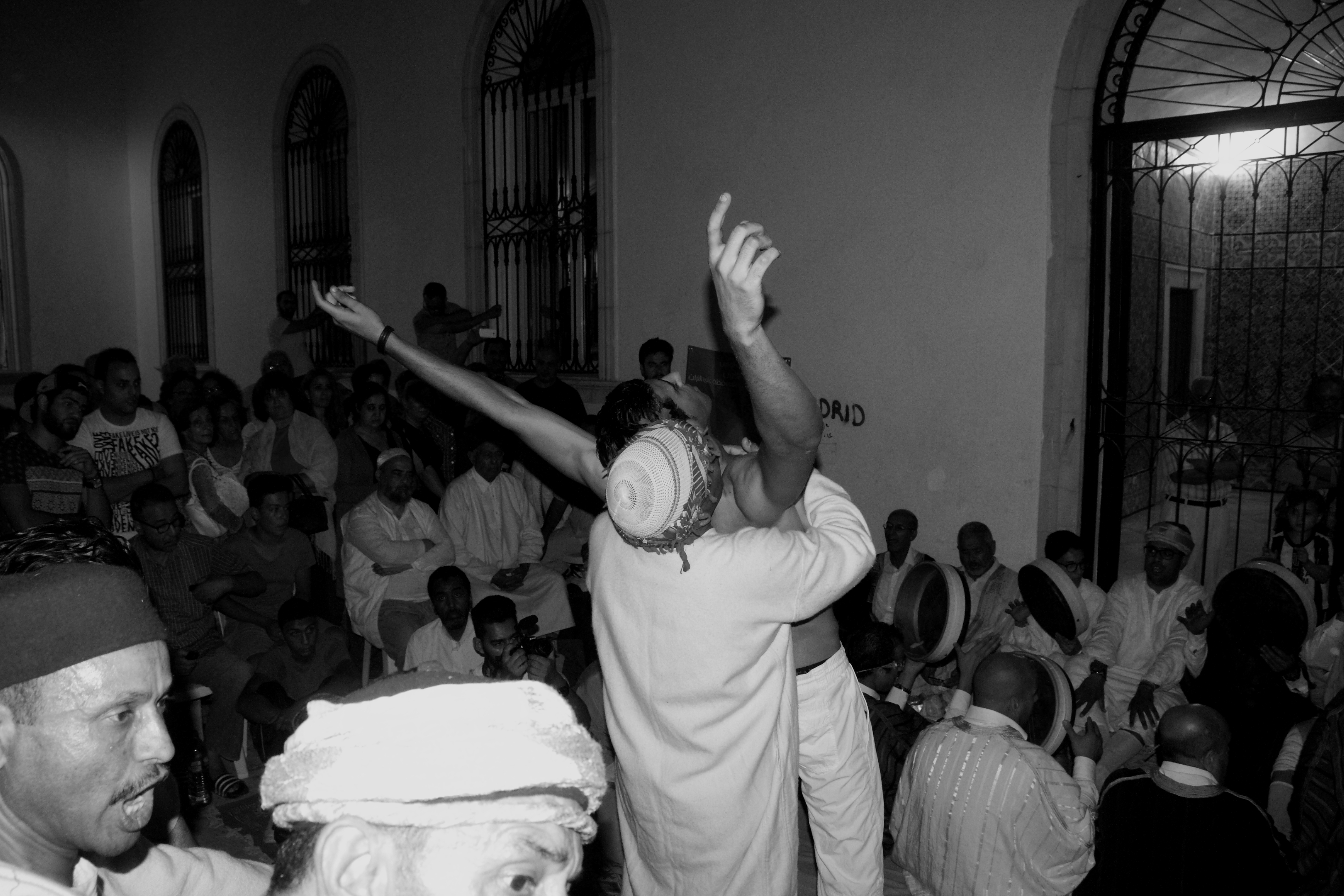
رجل في حالة غشية أثناء حفل.

ويتم استدعاء الملوك من خلال الأغاني - التي يفسرها المعلم ويتبناها الفرقة - والنوبات التي يتم عزفها بترتيب دقيق يتوافق مع كل منهم: "الأرواح البيضاء" (أولياء الإسلام الشعبي بما في ذلك سيدي عبد القادر وسيدي منصور وسيدي عامر وسيدي سعد وسيدي فرج)، "الأرواح الزرقاء" (ياريما وشقيقها ساركي نجاري) و«أرواح مظلمة» (سيدي مرزوق وبابا كوري). نظرًا لأن الأتباع لا يمكن أن يمتلكهم إلا ملاك، والذي من المفترض أنه مصدر مرضهم، فإن دخولهم في حالة من الغيبوبة يسمح للمعلم بتأكيد الروح التي "نزلت" لعلاجهم. يتم التعرف على العائلات السبع للأرواح من خلال لون معين، ويغطي العارف نفسه بقطعة قماش من اللون المقابل عند الدخول في حالة من الغيبوبة. يعد ضريح سيدي علي لسمر في باب الجديد بتونس أحد آخر الأماكن التي تمارس فيها هذه الطقوس، وتشكل "دار برنو" مقرًا لإحدى آخر الطرق الصوفية السطمبالية في البلاد.

يقدم مصطفى شلبي حفلًا بالطريقة التالية :

« تدور أحداث السطمبالي في جو متوتر، لدرجة أن المرأة البدينة، التي كانت تعاني من صعوبة في الحركة أو المشي في وقت سابق، تجد نفسها خفيفة بشكل غريب عندما تغلب عليها الحاجة إلى الرقص. وتغطي وجهها بغطاء كبير وتتمايل ذهابًا وإيابًا حتى تفقد وعيها. يحل محلها آخر ويصبح الأمر معديًا، تعزف الفرقة بصوت أعلى ولا تتوقف إلا عندما تظهر جدة وترقص حتى يًغمى عليها بسبب صراخ العائلة العالي... يضعون مفتاحًا في يدها... تستعيد وعيها، يقبلونها، لأنها عاشت تجربة أساسية ويصبح كل شيء هادئًا مرة أخرى. »

### فهرس
- Richard C. Jankowsky (2010). Stambeli (بالإنجليزية). شيكاغو: University of Chicago Press. p. 237. ISBN:978-0226392196..
- Ahmed Rahal (2000). La communauté noire de Tunis (بالفرنسية). باريس: L'Harmattan. p. 158. ISBN:978-0226392196..

### فيلموغرافيا
- ستامبالي ، فيلم وثائقي لنوفل صاحب عتبة، 1999
- طحال يينا ، فيلم لماتيو هاجين، Par les chemins Productions، باريس، 2011 ( أون لاين )
- الزيارة القمر الأسود فيلم لنوفل صاحب عتبة 2014

### موسيقى
- الحج إلى سيدي علي المكي من قبل فرقة سيدي علي لسمر، شوكا، باريس، 2013 ( عرض )
- ستامبلي، تراث السود في تونس مع صلاح الورغلي، إنتاجات عبر الطرق، باريس، 2011 ( عرض )

### مقالات ذات صلة
- بوسعدية ، راقصة شوارع
- العبودية في تونس
- كناوة في المغرب، ديوان في الجزائر، وماكيلي في ليبيا

### روابط خارجية
- "Stambeli". stambeli.com (بالفرنسية). Retrieved 13 août 2022. {{استشهاد ويب}}: تحقق من التاريخ في: |تاريخ-الوصول= (help).